# Svetlana Komleva
Svetlana Komleva (* 15. Dezember 1973) ist eine ehemalige moldauische Tennisspielerin.

## Karriere
Komleva begann mit sieben Jahren das Tennisspielen und bevorzugt Sandplätze. Sie spielte vor allem Turniere der ITF Women’s World Tennis Tour, wo sie vier Titel im Einzel und sechs im Doppel gewinnen konnte.
Für die Moldauische Billie-Jean-King-Cup-Mannschaft gewann sie acht Mal bei zwei Niederlagen.

## Turniersiege

### Einzel
| Nr. | Datum             | Turnier       | Kategorie   | Belag | Finalgegnerin   | Ergebnis       |
| --- | ----------------- | ------------- | ----------- | ----- | --------------- | -------------- |
| 1.  | 24. November 1991 | Novo Hamburgo | ITF $10.000 | Sand  | Paola Suárez    | 6:2, 7:5       |
| 2.  | 10. Oktober 1993  | Kiew          | ITF $10.000 | Sand  | Olena Tatarkowa | 3:6, 6:3, 7:64 |
| 3.  | 16. Mai 1994      | Ratzeburg     | ITF $10.000 | Sand  | Tanja Karsten   | 6:4, 6:3       |
| 4.  | 11. Juli 1994     | Darmstadt     | ITF $25.000 | Sand  | Bettina Fulco   | 6:4, 6:1       |

### Doppel
| Nr. | Datum             | Turnier       | Kategorie   | Belag           | Partnerin          | Finalgegnerinnen                     | Ergebnis              |
| --- | ----------------- | ------------- | ----------- | --------------- | ------------------ | ------------------------------------ | --------------------- |
| 1.  | 28. Oktober 1991  | Porto Alegre  | ITF $10.000 | Sand            | Maria Marfina      | Alessandra Kaul Caroline Schuck      | 6:1, 6:4              |
| 2.  | 24. November 1991 | Novo Hamburgo | ITF $10.000 | Sand            | Maria Marfina      | Paola Suárez Pamela Zingman          | 6:4, 6:3              |
| 3.  | 3. August 1992    | Paderborn     | ITF $10.000 | Sand            | Irina Sukhova      | Nadja Beik Anke Marchl               | 2:6, 6:4, 6:2         |
| 4.  | 11. Januar 1993   | Bergen        | ITF $10.000 | Teppich (Halle) | Larisa Mitrofanova | Mette Sigmundstad Molly Ulvin        | 6:2, 2:6, 6:0         |
| 5.  | 4. Oktober 1993   | Kiew          | ITF $10.000 | Sand            | Natalia Biletskaya | Dasha Kotova Simona Nedorostová      | 3:6, 6:3, 2:0 Aufgabe |
| 6.  | 22. Mai 1994      | Ratzeburg     | ITF $25.000 | Sand            | Nelly Barkan       | Magalí Benítez María Dolores Campana | 6:3, 5:7, 7:66        |